# Trichaeta separabilis
Trichaeta separabilis är en fjärilsart som beskrevs av Walker 1862. Trichaeta separabilis ingår i släktet Trichaeta och familjen björnspinnare. Inga underarter finns listade i Catalogue of Life.